# Remedios Villalba Muñoz
Remedios Villalba Muñoz (Valladolid, 10 de desembre de 1887, - Valladolid, 22 de febrer de 1952) fou una compositora, pianista i pedagoga espanyola, germana d'Alberto, Enrique, Luis i Marcelino, tots ells també músics compositors. Fou deixeble del seu pare, igual que els seus germans. Amb Marcelino va col·laborar en la preparació de cors en els suburbis de Valladolid, dirigint alguns recitals de piano. Amb 12 anys va oferir un concert de piano en el Palau Reial de Madrid davant els reis. A part del piano, també tocava el violí i l'arpa. El 1935 va ingressar en el monestir cistercenc de Santa Clara la Real de Huelgas (Valladolid) i va dur amb ella el piano de la família Villalba. Amb aquest va ser mestra de moltes deixebles, algunes de les quals van ser destacades professionals. Remedios Villalba guardà algunes de les obres dels seus germans Luís i Marcelino i preparà el cant litúrgic del monestir harmonitzant algunes de les obres que havien escrit, segons les necessitats del culte.